# Контекстуална реклама
Контекстуалната реклама е форма на целевата реклама за реклами появяващи се в уеб сайтове или друга медия, като съдържание показвано в мобилни браузъри. Рекламите сами по себе си са избрани и представени от автоматизирани системи базирани на съдържанието показано на потребителя.

## Как работи контекстуалната реклама
Системата на контекстуалната реклама сканира текста на уеб сайта за ключови думи и препраща рекламите към страницата, на базата на това какво вижда потребителят.
Те могат да са представени на страницата или да бъдат проектирани като поп-ъп реклами (pop-up ads). Например, ако потребителят разглежда сайт отнасящ се за различни видове спорт и този сайт използва контекстуална реклама, на потребителя може да се покажат реклами свързани със спортни компании, като търговци на сувенири или продавачи на билети за спортни мероприятия. Контекстуалната реклама също така е използвана от търсачките за да показва реклами към техните страници с резултати базирани на ключовите думи в заявката за търсене на потребителя.

## Доставчици на услугата
Google AdSense е първата голяма и значима мрежа за контекстуална реклама. Работи чрез предоставяне на уебмастъри с JavaScript код, при чието въвеждане в интернет страницата, се показват подходящи реклами от наличните рекламодатели в Google. Тази връзка се изчислява от отделен Google bot, наречен Mediabot, който анализира съдържанието на страницата. Съвременните технологии се проявяват при по-сложните системи, които използват независим от езиците модел на алгоритъм за по-голямо съвпадение и точност.
От появата на доставчиците на услугата за контекстуална реклама като: AdSense, Yahoo, Publisher Network, Microsoft Center, AOL Sponsored Listings — и други също се стремят да предоставят сходни предложения.

## Въздействието
Контекстуалната реклама има основно въздействие върху печалбите на много интернет сайтове. Поради факта, че рекламите са по-целенасочени, е много по-вероятно те да бъдат отворени, като по този начин се генерират приходи за собственика на сайта (както и за сървъра на рекламата). Голяма част от приходите на Google са от контекстуалната реклама на милионите страници работещи с програмата AdSense.
Контекстуалната реклама е провокирала някои противоречия, поради използваните техники, като тристранна хипервръзка, където тя инсталира софтуер на компютъра на потребителя и взаимодейства с Уеб браузър. Ключовите думи на интернет страницата се възпроизвеждат като хипервръзки, водещи до рекламодателите.

## Роли на агенцията
Съществуват няколко рекламни агенции, които помагат на производители и фирми да разберат основната роля на контекстуалната реклама като вариант за развитието на техните продукти и бъдещи планове за рекламно развитие. При интернет рекламирането има три основни компонента:
1. Създаването – как ще изглежда дадената реклама
2. Медийно планиране – къде ще бъдат стартирани рекламите
3. Медийно изкупуване – как ще се изплащат рекламите.

Контекстуалната реклама замества компонента за медийно планиране. Вместо хората да избират мястото за разположение на рекламата, тази дейност се извършва с помощта на компютри, което улеснява разположението ѝ в хилядите сайтове.